# Thomas Simpson Cooke
Thomas Simpson Cooke ("Tom Cooke") (Dublín, Juliol de 1782 – Londres, 26 de febrer de 1848) fou un compositor, director d'orquestra, cantant director de teatre. Una figura amb molta influència en la branca de l'òpera en el Londres del segle xix.
Aprengué el violí sota la direcció del seu pare, i la composició amb el mestre Giordani, tenint tanta facilitat per aprendre el mecanisme dels instruments, que Fétis explica que en un concert que es donà en el Drury Lane al seu benefici, executà els solos en nou instruments diferents. Sent encara molt jove ocupà la direcció del teatre de Dublín i la de la seva orquestra.
Desconegut com a cantant, anuncià, sense avís previ, que cantaria la part del tenor del Setge de Belgrad, en la nit a benefici seu, aconseguint un sorollós triomf, mercès a la bella veu de tenor que posseïa, la qual lluí arreu dels teatres del Regne Unit, fins que el 1815 entrà en el Drury Lane, de Londres, on hi va romandre per espai de molts anys. Més tard, en abandonar l'escena, restà en el mateix teatre com a director de la música i de l'orquestra i compositor, càrrecs als que hi afegia els de membre de la Societat Filharmònica, professor de l'Acadèmia Reial de Música i soci del Catch-Club i del Glee-Club.
Entre les seves composicions destaquen les òperes: Frederich the Great i The king`s proxy, duets i sonates per a piano, les obertures Maid and wife, la Pastoral i la Militar i un gran nombre de cançons a una i dues veus, amb acompanyament de piano.
A més, se li deuen les obres didàctiques: Scale with fifty-seven variations for young performances on the piano forte, mètode elemental de piano, i un altre mètode senzill de solfeig i cant, titulat Singing Exemplifled, an a Series of solfeggi and exercissis, progressively arranged.